# RuPaul's Drag Race (mùa 11)
Mùa thứ mười một của RuPaul's Drag Race bắt đầu phát sóng vào ngày 28 tháng 2 năm 2019, trên kênh VH1. Mùa thi này gồm có 15 thí sính, bao gồm 14 người mới và 1 người từ mùa trước đó là Vanessa Vanjie MAn toàneo.
Người chiến thắng trong mùa này là Yvie Oddly.

## Thí sinh
Số liệu tại thời điểm ghi hình:
| Thí sinh                  | Tuổi | Quê quán                | Ghi chú   |
| ------------------------- | ---- | ----------------------- | --------- |
| Yvie Oddly                | 24   | Denver, Colorado        | Quán quân |
| Brooke Lynn Hytes         | 32   | Nashville, Tennessee    | Á quân    |
| A'Keria C. Davenport      | 30   | Dallas, Texas           | Hạng 3/4  |
| Silky Nutmeg Ganache      | 28   | Chicago, Illinois       | Hạng 3/4  |
| Vanessa Vanjie MAn toàneo | 26   | Los Angeles, California | Hạng 5    |
| Nina West                 | 39   | Columbus, Ohio          | Hạng 6    |
| Shuga Cain                | 40   | New York, New York      | Hạng 7    |
| Plastique Tiara           | 21   | Dallas, Texas           | Hạng 8    |
| Ra'Jah O'Hara             | 33   | Dallas, Texas           | Hạng 9    |
| Scarlet Envy              | 26   | Brooklyn, New York      | Hạng 10   |
| Ariel Versace             | 26   | Cherry Hill, New Jersey | Hạng 11   |
| Mercedes Iman Diamond     | 30   | Minneapolis, Minnesota  | Hạng 12   |
| Honey Davenport           | 32   | New York, New York      | Hạng 13   |
| Kahanna Montrese          | 25   | Las Vegas, Nevada       | Hạng 14   |
| Soju                      | 27   | Los Angeles, California | Hạng 15   |

## Bảng loại trừ
| Thí sinh              | 1         | 2         | 3         | 4         | 5         | 6         | 7         | 8         | 9         | 10        | 11        | 12        | 13    | 14        |
| --------------------- | --------- | --------- | --------- | --------- | --------- | --------- | --------- | --------- | --------- | --------- | --------- | --------- | ----- | --------- |
| Yvie Oddly            | An toàn   | THẮNG     | CAO       | CAO       | CAO       | CAO       | CAO       | Nguy hiểm | An toàn   | An toàn   | THẤP      | CAO       | Khách | QUÁN QUÂN |
| Brooke Lynn Hytes     | THẮNG     | THẤP      | CAO       | CAO       | THẮNG     | CAO       | CAO       | Nguy hiểm | CAO       | CAO       | THẮNG     | Nguy hiểm | Khách | Á QUÂN    |
| A'Keria C. Davenport  | CAO       | An toàn   | Nguy hiểm | An toàn   | An toàn   | THẮNG     | Nguy hiểm | An toàn   | THẮNG     | An toàn   | CAO       | An toàn   | Khách | LOẠI      |
| Silky Nutmeg Ganache  | An toàn   | An toàn   | CAO       | THẮNG     | THẤP      | CAO       | An toàn   | THẮNG     | CAO       | THẤP      | Nguy hiểm | THẤP      | Khách | LOẠI      |
| Vanessa Vanjie Mateo  | CAO       | An toàn   | CAO       | THẤP      | An toàn   | An toàn   | An toàn   | THẤP      | Nguy hiểm | Nguy hiểm | CAO       | LOẠI      | Khách | Khách     |
| Nina West             | THẤP      | An toàn   | THẮNG     | An toàn   | An toàn   | THẤP      | THẤP      | CAO       | An toàn   | THẮNG     | LOẠI      |           | Khách | Miss C    |
| Shuga Cain            | An toàn   | CAO       | Nguy hiểm | An toàn   | Nguy hiểm | CAO       | An toàn   | CAO       | THẤP      | LOẠI      | Khách     |           | Khách | Khách     |
| Plastique Tiara       | CAO       | CAO       | Nguy hiểm | An toàn   | CAO       | An toàn   | THẮNG     | An toàn   | LOẠI      |           | Khách     |           | Khách | Khách     |
| Ra'Jah O'Hara         | An toàn   | An toàn   | Nguy hiểm | Nguy hiểm | An toàn   | Nguy hiểm | LOẠI      |           |           |           |           |           | Khách | Khách     |
| Scarlet Envy          | An toàn   | THẮNG     | Nguy hiểm | An toàn   | An toàn   | LOẠI      |           |           |           |           | Khách     |           | Khách | Khách     |
| Ariel Versace         | An toàn   | THẤP      | CAO       | An toàn   | LOẠI      |           |           |           |           |           | Khách     |           | Khách | Khách     |
| Mercedes Iman Diamond | THẤP      | Nguy hiểm | CAO       | LOẠI      |           |           |           |           |           |           |           |           | Khách | Khách     |
| Honey Davenport       | An toàn   | An toàn   | LOẠI      |           |           |           |           |           |           |           | Khách     |           | Khách | Khách     |
| Kahanna Montrese      | Nguy hiểm | LOẠI      |           |           |           |           |           |           |           |           |           |           | Khách | Khách     |
| Soju                  | LOẠI      |           |           |           |           |           |           |           |           |           | Khách     |           | Khách | Khách     |

      Thí sinh thắng RuPaul's Drag Race.
     Thí sinh về nhì
     Thí sinh bị loại trong vòng 1 của màn lip sync
     Thí sinh đạt danh hiệu "Hoa hậu thân thiện" (Miss Congeniality)
     Thí sinh thắng thử thách
     Thí sinh nhận đánh giá tích cực, an toàn
     Thí sinh nhận đánh giá, an toàn
     Thí sinh nhận đánh giá tiêu cực, an toàn
     Thí sinh rơi vào nhóm nguy hiểm
     Thí sinh bị loại
     Thí sinh quay lại làm khách mời

## Giám khảo

### Giám khảo khách mời
- Miley Cyrus,  ca sĩ, diễn viên[4]
- Bobby Moynihan, diễn viên, diễn viên hài
- Sydelle Noel, diễn viên, vận động viên
- Guillermo Díaz, diễn viên
- Troye Sivan,  ca sĩ, sáng tác nhạc
- Joel McHale, diễn viên, diễn viên hài
- Tiffany Pollard, nhân vật truyền hình
- Cara Delevingne, người mẫu, diễn viên
- Elvira, Mistress of the Dark, diễn viên, MC
- Mirai Nagasu, vận động viên trượt băng
- Adam Rippon, vận động viên trượt băng
- Travis Wall, vũ công, biên đạo múa
- Kandi Burruss,  ca sĩ, sáng tác nhạc
- Amber Valletta, người mẫu, diễn viên
- Clea DuVall, diễn viên
- Tony Hale, diễn viên
- Fortune Feimster, diễn viên, diễn viên hài
- Cheyenne Jackson, diễn viên,  ca sĩ
- Natasha Lyonne, diễn viên
- Katherine Langford, diễn viên
- Gina Rodriguez, diễn viên
- Wanda Sykes, diễn viên, diễn viên hài, nhà văn
- Lena Waithe, nhà văn, diễn viên
- Todrick Hall,  ca sĩ, đạo diễn, biên đạo múa